# Лайзер, Кэри
Кэри Лайзер (англ. Kari Lizer, род. 26 августа 1961) — американская актриса, сценарист и продюсер.
Лайзер наиболее известна как создатель и продюсер комедийного сериала «Новые приключения старой Кристин», который транслировался на CBS с 2006 по 2010 год. 18 мая 2010 года CBS закрыл сериал и Лайзер обвинила руководство канала в сексизме, что вызвало широкий общественный резонанс в средствах массовой информации. Лайзер также работала продюсером и сценаристом ситкома «Уилл и Грейс» с 2000 по 2004 год, который принес ей четыре номинации на премию «Эмми».
В апреле 2020 года Лайзер выпустила свою первую книгу «Aren't You Forgetting Someone?: Essays from My Mid-Life Revenge».

## Сценарист
- 1994 — Пустое гнездо/Empty Nest (эпизод The Devil and Dr. Weston)
- 1994—1997 — Чудеса науки/Weird Science
- 1996—1997 — Бостон-Коммон/Boston Common
- 1997 — Дорогая, я уменьшил детей/Honey, I Shrunk the Kids: The TV Show (эпизод Honey, You're Living in the Past)
- 1998 — За твою любовь/For Your Love
- 1998—1999 — Мэгги Уинтерс/Maggie Winters
- 2000—2004 — Уилл и Грейс/Will & Grace
- 2006—2010 — Новые приключения старой Кристин/The New Adventures of Old Christine
- 2012 — Дамские друзья/Lady Friends
- 2012 — Непрофессионал/The Unprofessional
- 2013 — Кристин. Ещё вчера всё было идеально/Christine. Perfekt war gestern!
- 2016 — /Dream Team
- 2021 — Позвоните маме/Call Your Mother

## Актриса
- 1981 — Смоки кусает пыль/Smokey Bites the Dust — Синди
- 1983 — Частная школа/Private School — Рита
- 1985 — Попался, или Шпионские игры/Gotcha! — Маффи
- 1985 — В ожидании действия/Waiting to Act
- 1987 — Проблемы роста/Growing Pains — стюардесса (эпизод Born Free)
- 1987 — Кто здесь босс?/Who's the Boss? — Кристи Боуэр Эверетт (эпизод There Goes the Bride)
- 1986—1988 — Мэтлок/Matlock — Кэсси Филлипс, Энджел, Маргарет Данелло
- 1988 — Шоу Ван Дайка/The Van Dyke Show — Крис Бёрджесс
- 1989 — Квантовый скачок/Quantum Leap — Тесс Макгилл (эпизод How the Tess Was Won)
- 1990 — Убийство в раю/Murder in Paradise
- 1990 — Букер/Booker — Твинк Тауэрс (эпизод Wedding Bells Blues)
- 1991 — Тайны отца Даулинга/Father Dowling Mysteries — Лорен Гейл (эпизод The Substitute Sister Mystery)
- 1991 — Воскресный ужин/Sunday Dinner — Диана
- 1991 — /Mimi & Me
- 1991 — Детский разговор/Baby Talk — Барбара
- 1992 — Убийца/Double Edge — сестра Тереза
- 1992 — Невероятные приключения Билла и Теда/Bill & Ted's Excellent Adventures — Джесси Перл (эпизод Deja Vu)
- 1993 — Мерфи Браун/Murphy Brown — Сьюзан (эпизод Games Mother Play)
- 1993 — Как в кино/Dream On — Бекка (эпизод A Midsummer Night's Dream On)
- 1993—1994 — Пустое гнездо/Empty Nest — Дорис
- 1994 — Диагноз: убийство/Diagnosis: Murder — Лена Проссер (эпизод Death by Extermination)
- 1994—1996 — Чудеса науки/Weird Science — миссис Кармайкл, Мэри, мисс Лайзер
- 1996 — Бостон-Коммон/Boston Common — Лесли (эпизод Coming Clean)
- 1997 — Имплантаторы/Breast Man — интервьюер
- 2001—2004 — Уилл и Грейс/Will & Grace — Конни